# Gladstone-Koffer

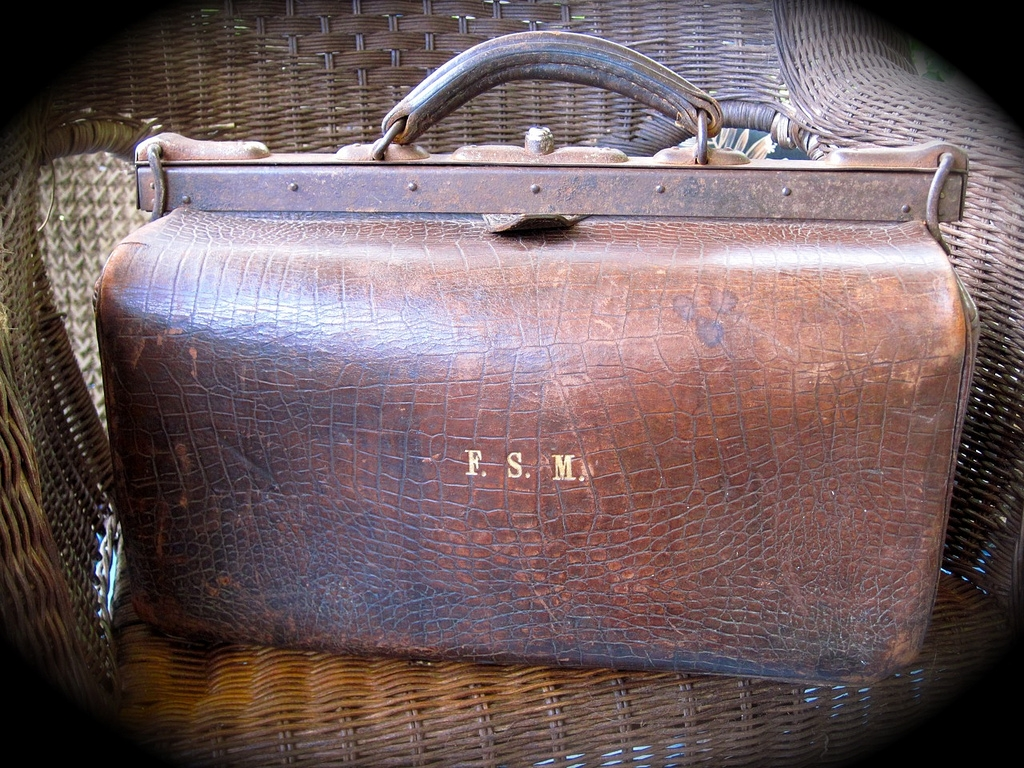
Ein Gladstone-Koffer aus Ochsenleder

Ein Gladstone-Koffer ist ein breiter, über einem steifen Rahmen gefertigter Handkoffer, der sich in zwei gleich große Hälften aufteilen lässt. Im Vergleich zu anderen Handkoffern ist der Gladstone tiefer im Verhältnis zu seiner Länge. Gladstone-Koffer werden üblicherweise aus steifem Leder hergestellt. Namensgeber ist der britische Premierminister William Ewart Gladstone (1809–1898), der für seine Liebe zum Reisen bekannt war.

## Geschichte
Der Gladstone-Koffer wurde Mitte des 19. Jahrhunderts von J. G. Beard in seinem Lederwarenladen in der City of Westminster erfunden. Ähnliche, mit einem Scharnier versehene Gepäckstücke gab es jedoch vorher schon in Frankreich.